# Салвадор (Торриш-Новаш)
Салвадор (порт. Salvador) — район (фрегезия) в Португалии, входит в округ Сантарен. Является составной частью муниципалитета Торриш-Новаш. По старому административному делению входил в провинцию Рибатежу. Входит в экономико-статистический субрегион Медиу-Тежу, который входит в Центральный регион. Население составляет 2201 человек на 2001 год. Занимает площадь 11,85 км².